# Marsdenia variifolia
Marsdenia variifolia är en oleanderväxtart som beskrevs av André Guillaumin. Marsdenia variifolia ingår i släktet Marsdenia och familjen oleanderväxter. Inga underarter finns listade i Catalogue of Life.